# Catherine Gaskin
Catherine Gaskin (2 de abril de 1929 – 6 de setembro de 2009) foi uma romancista.

## Biografia
Catherine Gaskin nasceu junto à baía de Dundalk, Condado de Louth, Irlanda em 1929. Quando ela tinha apenas três meses de idade, seus pais se mudaram para a Austrália, se assentando em Coogee Beach, um subúrbio de Sydney, onde ela cresceu. 
Seu primeiro romance "This Other Eden", foi escrito quando ela tinha 15 anos de idade e publicado dois anos depois. Depois, que seu segundo romance, "With Every Year", foi publicado, ela se mudou para Londres. 
Três "best-sellers" se seguiram: "Dust in Sunlight" (1950) traduzido para o espanhol como "La Luz Fugitiva", "All Else is Folly" (1951) traduzido para o espanhol como "Todo lo Demás és Insensatez" e "Daughter of the House" (1952). 
Ela terminou seu mais conhecido trabalho, "Sara Dane", no seu 25º aniversário em 1954, e ele foi publicado em 1955. Ele vendeu mais que 2 milhões de cópias, foi traduzido para várias línguas e se transformou em série de televisão na Austrália em 1982.
 Outros romances: "Um Falcão para a rainha" (A Falcon for a Queen - 1972) e "O Verão da Espanhola" (The Summer of the Spanish Woman - 1977).
Catherine Gaskin mudou-se para Manhattan por dez anos, depois se casando na América. Ela então se mudou para as Ilhas Virgens, e em 1967 para a Irlanda, quando se tornou cidadã irlandesa. Ela também viveu nas Ilhas de Man. Seu último romance foi "The Charmed Circle" (1988). Ela então retornou para Sydney, quando, em setembro de 2009, com 80 anos de idade, faleceu de um câncer no ovário.

## Obras
| Nº sequencial | Título no Brasil                       | Tradução                                             | Título original inglês          | Título em espanhol          | Título em italiano     | Título em alemão                                         | Lançamento | ISBN   |
| ------------- | -------------------------------------- | ---------------------------------------------------- | ------------------------------- | --------------------------- | ---------------------- | -------------------------------------------------------- | ---------- | ------ |
| 01            | Este outro Éden                        | (1)                                                  | This Other Eden                 | Este otro Éden              |                        |                                                          | (1945)     | [ 5 ]  |
| 02            | Ano após ano                           | (1)                                                  | With Every Year                 |                             | Anno dopo anno         |                                                          | (1947)     | [ 6 ]  |
| 03            | Poeira ao sol(2) ou A luz fugitiva (1) | (Na Espanha: Nelie Manso de Zúñiga )                 | Dust in Sunlight                | La Luz Fugitiva             | Polvere nel sole       |                                                          | (1950)     | [ 7 ]  |
| 04            | O resto é loucura                      | (somente em Espanhol: José Mª Claramunda Bes         | All Else is Folly               | Todo lo Demás és Insensatez |                        | Alles andere ist Torheit                                 | (1951)     | [ 8 ]  |
| 05            | Os herdeiros                           | (somente em Portugal: Alexandra Lopes de Almeida)    | Daughter of the House           |                             | Tutto il resto é amore |                                                          | (1952)     | [ 9 ]  |
| 06            | O Calvário de Sara Dane                | L. E. de Lima Brandão e Luiz Corção                  | Sara Dane                       | Sara Dane                   | Sara Dane              | Wie Sand am Meer                                         | (1955)     | [ 10 ] |
| 07            | A Mansão dos Blake                     | Lúcia Cid Guimarães                                  | Blake’s Reach                   | El Precio de un Pasado      |                        | Denn das Leben ist Liebe                                 | (1958)     | [ 11 ] |
| 08            | Casada com a Companhia                 | Maria Clara de Biase Fernandes                       | Corporation Wife                |                             |                        | Wo du hingehst ... ou Im Schatten ihrer Männer           | (1960)     | [ 12 ] |
| 09            | A Herança Tilsit                       | Geni Hirata                                          | Tilsit Inheritance              |                             |                        | Die englische Erbschaft                                  | (1963)     | [ 13 ] |
| 10            | O Caso Devlin                          | (em Portugal: Madalena Vasconcellos Teixeira Bastos) | The File on Devlin              | El Rastro de Devlin         |                        | Der Fall Devlin                                          | (1965)     | [ 14 ] |
| 11            | Conheço meu amor                       | (na Espanha: Ana-Maria de Foronda)                   | I Know my Love                  | Conosco mi Amor             |                        | Die grünäugige Lady                                      | (1962)     | [ 15 ] |
| 12            | O Vaso Partido                         | Leila Maria Brum                                     | Edge of Glass                   | Al Filo del Cristal         | Um soffio di cristallo | Glück und Glas                                           | (1967)     | [ 16 ] |
| 13            | A Governanta                           | Flávia Maria Vasconcelos Pereira                     | Fiona                           |                             |                        | Feuer im Paradies                                        | (1970)     | [ 17 ] |
| 14            | Um Falcão para a Rainha                | Maria Célia Castro                                   | A Falcon for a Queen            | Un halcón para una reina    |                        | Ein Falke für die Königin                                | (1972)     | [ 18 ] |
| 15            | A Herança Maldita                      | Vera Lúcia de Oliveira Sarmento                      | The Property of a Gentleman     | La Piedra Maldita           |                        | Ein Windspiel im Nebel ou Das Geheimnis des Herrenhauses | (1974)     | [ 19 ] |
| 16            | Lynmara                                | (somente em espanhol: Floreal Mazía                  | The Lynmara Legacy              | Lynmara                     |                        | Lynmara ou Liebe auf Schloss Lynmara                     | (1975)     | [ 20 ] |
| 17            | O Verão da Espanhola                   | Maria Luiza da Silva Pinto                           | The Summer of the Spanish Woman |                             |                        | Das Erbe der Marquesa                                    | (1977)     | [ 21 ] |
| 18            | Assuntos de Família                    | Neide Camera Loureiro                                | Family Affairs                  | Asuntos de família          |                        | Das Familiengeheimnis                                    | (1980)     | [ 22 ] |
| 19            | O Preço de uma Promessa                | Rosane Maria Pinho                                   | Promesas                        | Promises                    |                        | Das grosse Versprechen                                   | (1982)     | [ 23 ] |
| 20            | As Mulheres do Embaixador              | Aulyde Soares Rodrigues                              | The Ambassador’s Women          |                             |                        | Die Stunde der Wahrheit                                  | (1985)     | [ 24 ] |
| 21            | O círculo encantado                    | (1)                                                  | The Charmed Circle              |                             |                        | Die Stürme des Lebens                                    | (1988)     | [ 25 ] |

(1)- mera tradução do inglês, não foi publicado no Brasil

(2)- mera tradução do italiano, não foi publicado no Brasil

(3)- mera tradução do espanhol, não foi publicado no Brasil